# Otto Gruppe
Otto Gruppe (* 18. Juli 1851 in Berlin; † 27. November 1921 ebenda) war ein deutscher Altphilologe und Gymnasiallehrer.
Gruppe, Sohn des Philosophen Otto Friedrich Gruppe, studierte an der Berliner Universität, wo er am 29. Januar 1873 promoviert wurde. 1874 legte er in Griechisch, Latein, Deutsch und Geschichte das Staatsexamen ab. Von 1876 bis zu seiner Pensionierung 1915 war er am Askanischen Gymnasium in Berlin tätig. Wissenschaftlich beschäftigte er sich vor allem mit Fragen der antiken Religionsgeschichte.

## Veröffentlichungen (Auswahl)
- Quaestiones Annaeanae. Berlin 1873, (Berlin, Universität, Dissertation, 1873; Digitalisat).
- Die griechischen Culte und Mythen in ihren Beziehungen zu den orientalischen Religionen. Band 1[1]: Einleitung. Teubner, Leipzig 1887, (Digitalisat).
- De Cadmi fabula (= Wissenschaftliche Beilage zum Programm des Askanischen Gymnasiums. Ostern 1891, ZDB-ID 748997-3). Gaertner, Berlin 1891, (online).
- Griechische Mythologie und Religionsgeschichte (= Handbuch der klassischen Altertums-Wissenschaft. Bd. 5, Abt. 2). 2 Bände. Beck, München 1906 (Digitalisate Band 1, Band 2).
- Geschichte der klassischen Mythologie und Religionsgeschichte während des Mittelalters im Abendland und während der Neuzeit (= Ausführliches Lexikon der griechischen und römischen Mythologie. Supplement). Teubner, Leipzig 1921 (Digitalisat (PDF; 98,35 MB)).